# Chrám svaté Ripsime
Chrám svaté Ripsime (též chrám svaté Hripsime, arménsky Սուրբ Հռիփսիմե եկեղեցի) je chrám Arménské apoštolské církve ve městě Vagharšapat v Arménii. Je jedním z nejstarších dochovaných objektů sakrální architektury v zemi. V roce 618 ho nechal postavil arménský všestranný umělec a katolikos Komitas Achceci, aby nahradil původní mauzoleum z roku 395, v němž byly uchovány pozůstatky mučednice svaté Ripsime, které je chrám zasvěcen.
Chrám je typickou stavbou arménské architektury a mnoho pozdějších sakrálních staveb bylo tímto architektonickým pojetím ovlivněno. Od roku 2000 je na seznamu památek světového dědictví UNESCO.

## Historie

### Martyrium
Ve starověku na tomto místě stál antický chrám v iónském stylu, který nesl určitou míru podobnosti s chrámem v Garni. V roce 1958 byly nalezeny mohutné kamenné bloky s ornamenty, které tvoří základovou konstrukci pod nosnými pilíři současného chrámu.
Svatá Ripsima společně s abatyší Gajané jsou považovány za jedny z prvních křesťanských mučednic v dějinách Arménie. Byly pronásledovány, mučeny a nakonec zabity arménským králem Tiridatem III. Jak uvádí kronikář Agathangelos, tak Řehoř Osvětitel v roce 301 obrátil krále Tiriada III. na křesťanskou víru a společně se rozhodli vybudovat martyrium věnované Ripsime v místě jejího skonu. V okolí kostela byly nalezeny ostatky těl mladých žen, které byly evidentně podrobeny mučení. Těla pocházejí z doby raného křesťanství, což potvrzuje správnost kronikářova zápisu. V roce 395 patriarcha Sahak Partev martyrium zrekonstruoval, protože bylo poničeno po vpádu vojsk Sásánovské říše pod velením perského velkokrále Šápura II.

### Chrám

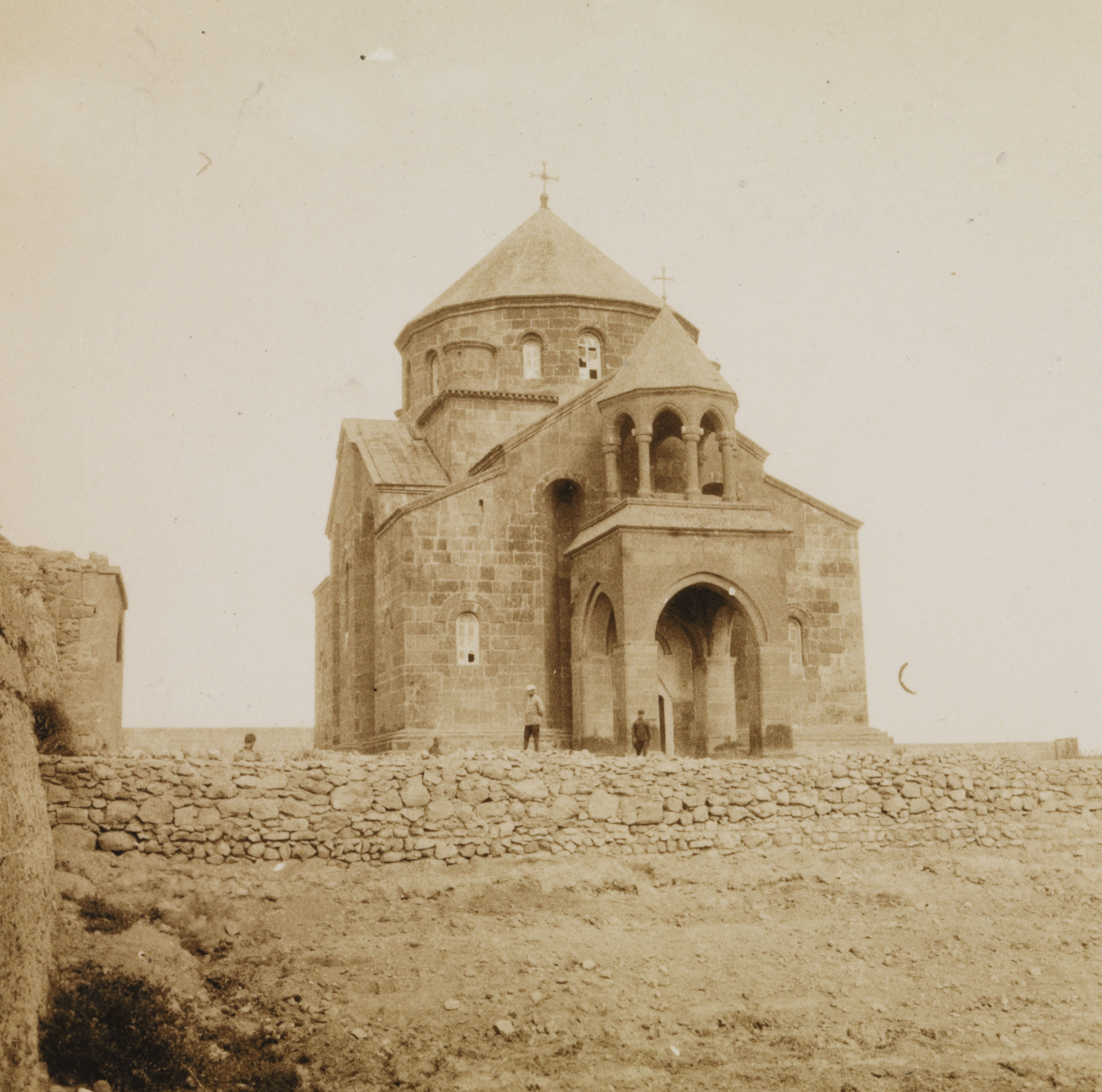
Fotografie chrámu od Fridtjofa Nansena z roku 1925

Stávající chrám byl postaven na místě původního mauzolea v 7. století, tedy v době, kdy Arménii vládl katolikos Komitas Achceci. Dokládají to zápisky dobového kronikáře jménem Sebeos a též dva nápisy; jeden na východní stěně chrámu a druhý na jeho západní apsidě. Dle historiků je přesným letopočtem výstavby chrámu rok 618. Chrám byl pravděpodobně v 10. nebo 11. století přestavěn, avšak někteří historikové tvrdí, že je současná podoba stavby totožná s původním vzhledem v době výstavby v 7. století.
Až do počátku 17. století byl kostel opuštěn a chátral. Podle nápisu na západní stěně nachal katolikos Philipos budovu v roce 1653 zrekonstruovat. K západnímu vchodu byla přistavěn čtvercový otevřený narthex, tedy typický arménský architektonický prvek tzv. gavit. V roce 1790 pak byla na střešní konstrukci narthexu přistavěna zvonice.
V roce 1776 nechal v té době vládnoucí katolikos Simeon I. z Jerevanu chrám opevnit. Opevnění tvořila cihlová zeď s baštami v rozích.
Chrám prošel další výraznou rekonstrukcí v roce 1898. V roce 1936 byly zesíleny základové konstrukce a opraveny střecha s kupolí. V roce 1958 byla ze stěn odstraněna omítka a podlaha v interiéru byla snížena. Zatím poslední výraznější zásah do podoby chrámu nastal v roce 1987, když byla renovována zvonice.

## Architektura

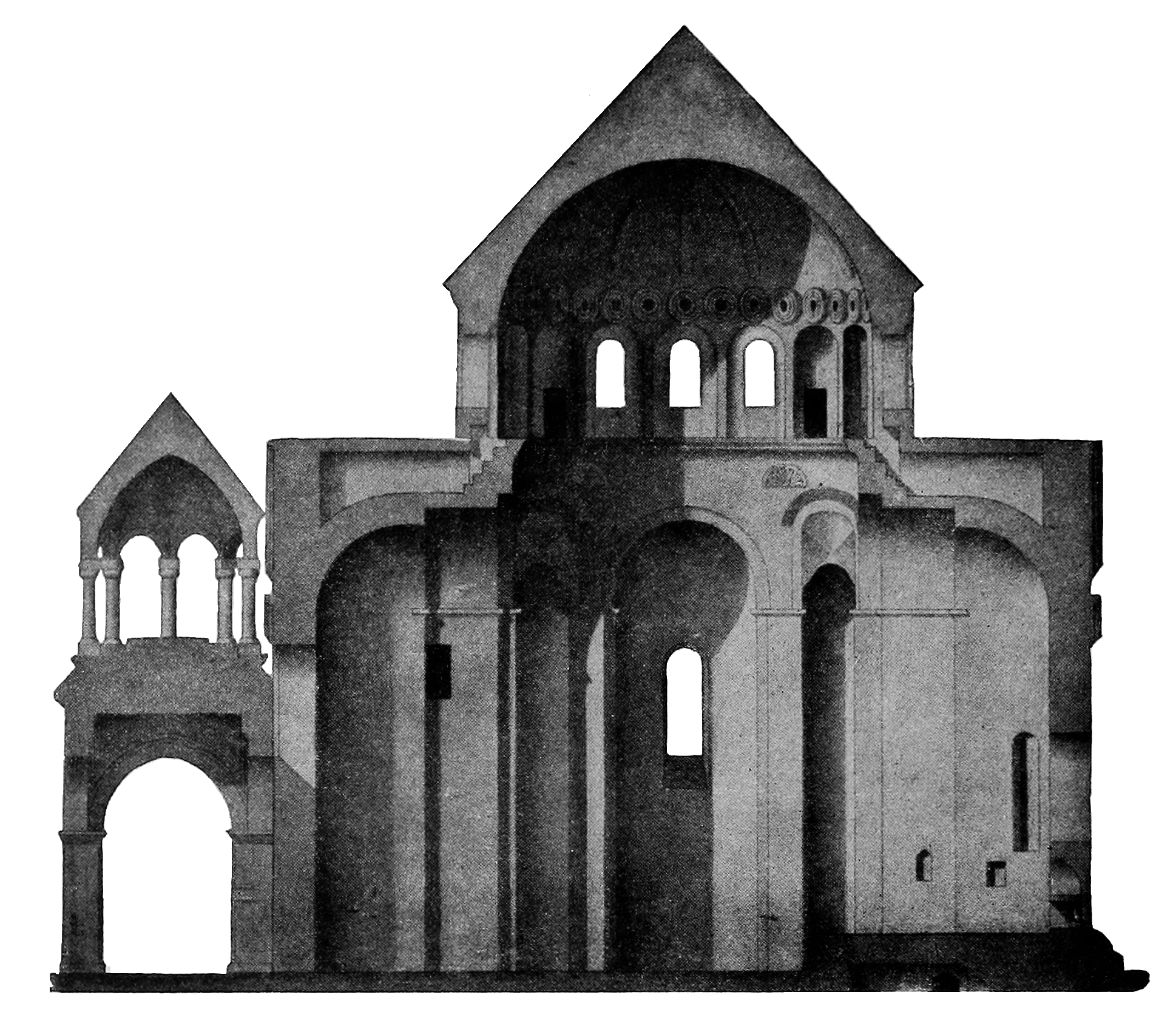
Průřez chrámem od Torose Toramaniana

Chrám svaté Ripsime má tvar kupolovité tetrakonchy s dvěma čtverhranými výklenky na jižní a severní straně. Německý historik Wilhelm Lübke napsal, že půdorys kostela je „nesmírně komplikovaná variace křížového tvaru“
Monumentální exteriér chrámu je považován za „jeden z nejvýznamnějších počinů arménské středověké architektury.“ Byl nazýván „pravým skvostem“ a „jednou z nejkomplexnějších kompozic v dějinách arménské architektury.“